# Muusa Dama
Muusa Dama   (Parakou, 1 de gener de 1996) és un jugador de bàsquet beninès que pertany a la plantilla del Club Bàsquet Prat. Amb 2.06 d'alçada, el seu lloc natural a la pista és el de pivot.

## Carrera esportiva
Va realitzar el seu període d'institut al Maranatha High School de Pasadena a Califòrnia. Més tard, durant la seva etapa universitària es formaria a cavall entre els William Jewell Cardinals (2014-2015), Moberly Àrea Community College (2015-2016) i Eastern Illinois Panthers (2016-2018). Amb els Eastern Illinois Panthers va aconseguir el títol de campió del NJCAA D1 District IV l'any 2016.
Després de no ser draftejat el 2018 va debutar com a professional a les files del Sorgues BC de la Nationale Masculine 1 francesa, amb el qual jugaria els primers 9 partits de lliga de la temporada 2018-19. En el mes de novembre de 2018 fitxa pel Club Bàsquet Prat de la Lliga LEB Or després de l'allau de baixes que va patir el club, deslligant-se del club a començaments del mes de gener.